# پلی موت (کالیفرنیا)
پلی موت (به انگلیسی: Plymouth) شهری در شهرستان آمادور ایالت کالیفرنیا است که در سرشماری سال ۲۰۱۰ میلادی، ۱۰۰۵ نفر جمعیت داشته است.